# Ameerega boliviana
Ameerega boliviana es una especie de anfibio anuro de la familia Dendrobatidae.

## Distribución geográfica
Esta especie es endémica del departamento de La Paz en Bolivia. Habita entre los 800 y 1200 m de altitud en las Yungas.

## Etimología
Su nombre de especie le fue dado en referencia al lugar de su descubrimiento, Bolivia.

## Publicación original
- Boulenger, 1902 : Descriptions of new Batrachians and Reptiles from the Andes of Peru and Bolivia. Annals and Magazine of Natural History, sér. 7, vol. 10, p. 394-402[5]